# Dekanat Lublin – Zachód
Dekanat Lublin – Zachód – jeden z 28 dekanatów w rzymskokatolickiej archidiecezji lubelskiej.

## Parafie
W skład dekanatu wchodzi 10 parafii:
- parafia bł. Piotra Jerzego Frassati – Lublin
- parafia MB Różańcowej – Lublin
- parafia Niepokalanego Serca Maryi i św. Franciszka – Lublin
- parafia Przemienienia Pańskiego – Lublin
- parafia św. Jana Kantego – Lublin
- parafia św. Józefa – Lublin
- parafia św. Urszuli Ledóchowskiej – Lublin
- parafia św. Wojciecha – Lublin
- parafia Świętej Rodziny – Lublin
- parafia Trójcy Świętej – Lublin

## Sąsiednie dekanaty
Konopnica, Lublin – Południe, Lublin – Północ, Lublin – Śródmieście